# Дени Вилньов
Дени Вилньов (на френски: Denis Villeneuve, [dəni vilnœv]) е канадски режисьор и сценарист.

## Биография
Роден е на 3 октомври 1967 година в Троа Ривиер. Завършва режисура в Квебекския монреалски университет, след което снима късометражни филми. От края на 90-те години работи в киното, създавайки си международна репутация, а от 2013 г. снима главно в Холивуд. Сред известните му филми са „Изпепелени“ („Incendies“, 2010), „Затворници“ („Prisoners“, 2013), „Сикарио“ („Sicario“, 2015), „Първи контакт“ („Arrival“, 2016).

### Кариера
Вилньов започва кариерата си, правейки късометражни филми, и печели младежки конкурс за филми на Радио-Канада през 1990 – 1991 година.
32-ри август на Земята (1998) е режисьорският му дебют с премиера в раздел „Особен поглед“ на филмовия фестивал в Кан през 1998 г. Алексис Мартин печели награда Jutra за Най-добър актьор. Филмът е канадският избор за най-добър филм на чужд език в 71-вата церемония за връчване на наградите на Академията, но не стига до номинация.
Вторият му филм, Maelström (2000), привлича допълнително внимание и е показан на фестивали из целия свят, като печели осем награди Jutra и награда за най-добър канадски филм на Международния филмов фестивал в Торонто. Следва противоречив, но добре приет от критиката черно-бял филм, „Политехника“(2009), за престрелки, които са се случили в Монреалския университет. Премиерата на филма се състои на филмовия фестивал в Кан. Филмът е носител на много награди, включително девет награди Джини, превръщайки се в първия филм на Вилньов, спечелил наградата Джини за най-добър филм.
Четвъртият филм на Вилньов, Изпепелени (2010), получава добри отзиви от критиците, на премиерите си във Венеция и Торонто, на международния филмов фестивал през 2010 г. Изпепелени впоследствие е избран да представи Канада на 83-та „Оскар“ церемония в категорията Най-добър филм на чужд език, и в крайна сметка е номиниран, макар и да не печели. Филмът печели осем награди Джини, включително за най-добър филм, най-добър режисьор, най-добра женска роля, най-добър адаптиран сценарий, най-добър оператор, редактиране и звукови ефекти. Изпепелени е избран от „Ню Йорк Таймс“ като един от 10-те най-добри филми за 2011 година.
През януари 2011 г. Вильов е избран от сп. Варайъти за един от десетте режисьори, чиито филми задължително трябва да се гледат.
След Изпепелени Вилньов продължава с криминалния трилър Затворници, в който участват Хю Джакман и Джейк Джилънхол. Филмът се представя на фестивали по цял свят, печели много награди и е номиниран за „Оскар“ за най-добра операторска работа през 2014 г.
За шестия си филм, психологическия трилър Враг (2014), Вилньов печели наградата за най-добър режисьор на второто издание на Канадските филмови награди и $100 000 парична награда от Асоциацията на филмовите критици в Торонто за най-добър канадски филм на годината, създаден до 2015 година.
През 2015 г. Вилньов режисира трилъра Сикарио, по сценарий на Тейлър Шеридана и с участието на Емили Блънт, Бенисио дел Торо и Джош Бролин. Филмът се състезава за „Златната палмова клонка“ в Кан през 2015 г. Показан е и на Международния филмов фестивал в Торонто през 2015 г. и печели почти $80 млн. по целия свят.
Вилньов режисира своя 8-и филм, Първи контакт, през 2016 г. Той се базира на разказ на Тед Чан със сценарий от Ерик Хършър. Във филма участват Ейми Адамс и Джеръми Ренър. Снимките започват през 2015 г., а самият филм е пуснат на екран през 2016 г. Първи контакт донася на продуцентите си касов сбор от $203 млн. и е посрещнат с положителни отзиви от критиците, в частност за представянето на Ейми Адамс, режисурата на Вилньов, и тематиката за комуникация с извънземни форми на живот. Филмът е включен в множество списъци за топ 10 филма на 2016 година, включително и от Американския филмов институт. Филмът получава 8 номинации за 89-те награди Оскар като печели статуетка за най-добро аудио миксиране.
Следващият проект на Вилньов е филмът Блейд Рънър 2049, който е продължение на класиката на Ридли Скот Блейд Рънър (1982). Във филма участват Райън Гослинг и Харисън Форд.

## Избрана филмография
| година | филм                | оригинално заглавие  | бележки |
| ------ | ------------------- | -------------------- | ------- |
| 1998   | 32 август на земята | Un 32 août sur terre |         |
| 2000   | Водовъртеж          | Maelström            |         |
| 2009   | Политехнически      | Polytechnique        |         |
| 2010   | Изпепелени          | Incendies            |         |
| 2013   | Затворници          | Prisoners            |         |
| 2013   | Враг                | Enemy                |         |
| 2015   | Сикарио             | Sicario              |         |
| 2016   | Първи контакт       | Arrival              |         |
| 2017   | Блейд Рънър 2049    | Blade Runner 2049    |         |
| 2021   | Дюн                 | Dune                 |         |
| 2024   | Дюн: Част втора     | Dune: Part Two       |         |